# Nepogomphus
Genre
Nepogomphus  est un genre dans la famille des Gomphidae appartenant au sous-ordre des Anisoptères dans l'ordre des Odonates.

## Liste des espèces
Ce genre comprend 3 espèces :
- Nepogomphus fruhstorferi (Lieftinck, 1934)
- Nepogomphus modestus (Selys, 1878)
- Nepogomphus walli (Fraser, 1924)